# Carácter de control
Un carácter de control es, en el ámbito de la informática, un carácter no imprimible que sirve para uso interno del computador, por ejemplo para controlar un dispositivo específico o indicar el valor nulo NULL.
Hay caracteres de control que no existen en esta tabla P.E.: el final de una línea EOL (siglas en inglés de end of line) o el fin del archivo EOF (siglas en inglés de end of file).
A continuación se muestra la tabla de caracteres de control del código ASCII
| Binario   | Decimal | Hex | Abreviatura | Repr | AT       | Nombre/Significado              |
| --------- | ------- | --- | ----------- | ---- | -------- | ------------------------------- |
| 0000      | 0       | 00  | NUL         | ␀    | ^@       | Carácter Nulo                   |
| 0000 0001 | 1       | 01  | SOH         | ␁    | ^A       | Inicio de Encabezado            |
| 0000 0010 | 2       | 02  | STX         | ␂    | ^B       | Inicio de Texto                 |
| 0000 0011 | 3       | 03  | ETX         | ␃    | ^C       | Fin de Texto                    |
| 0000 0100 | 4       | 04  | EOT         | ␄    | ^D       | Fin de Transmisión              |
| 0000 0101 | 5       | 05  | ENQ         | ␅    | ^E       | Consulta                        |
| 0000 0110 | 6       | 06  | ACK         | ␆    | ^F       | Acuse de recibo                 |
| 0000 0111 | 7       | 07  | BEL         | ␇    | ^G       | Timbre                          |
| 0000 1000 | 8       | 08  | BS          | ␈    | ^H       | Retroceso                       |
| 0000 1001 | 9       | 09  | HT          | ␉    | ^I       | Tabulación horizontal           |
| 0000 1010 | 10      | 0A  | LF          | ␊    | ^J       | Salto de línea                  |
| 0000 1011 | 11      | 0B  | VT          | ␋    | ^K       | Tabulación Vertical             |
| 0000 1100 | 12      | 0C  | FF          | ␌    | ^L       | Avance de página                |
| 0000 1101 | 13      | 0D  | CR          | ␍    | ^M       | Retorno de carro                |
| 0000 1110 | 14      | 0E  | SO          | ␎    | ^N       | Desactivar mayúsculas           |
| 0000 1111 | 15      | 0F  | SI          | ␏    | ^O       | Activar mayúsculas              |
| 0001 0000 | 16      | 10  | DLE         | ␐    | ^P       | Escape vínculo de datos         |
| 0001      | 17      | 11  | DC1         | ␑    | ^Q       | Control de dispositivo 1 (XON)  |
| 0001 0010 | 18      | 12  | DC2         | ␒    | ^R       | Control de dispositivo 2        |
| 0001 0011 | 19      | 13  | DC3         | ␓    | ^S       | Control de dispositivo 3 (XOFF) |
| 0001 0100 | 20      | 14  | DC4         | ␔    | ^T       | Control de dispositivo 4        |
| 0001 0101 | 21      | 15  | NAK         | ␕    | ^U       | Acuse de recibo negativo        |
| 0001 0110 | 22      | 16  | SYN         | ␖    | ^V       | Síncronía en espera             |
| 0001 0111 | 23      | 17  | ETB         | ␗    | ^W       | Fin del bloque de transmisión   |
| 0001 1000 | 24      | 18  | CAN         | ␘    | ^X       | Cancelar                        |
| 0001 1001 | 25      | 19  | EM          | ␙    | ^Y       | Fin del medio                   |
| 0001 1010 | 26      | 1A  | SUB         | ␚    | ^Z       | Substitución                    |
| 0001 1011 | 27      | 1B  | ESC         | ␛    | ^[ o ESC | Escape                          |
| 0001 1100 | 28      | 1C  | FS          | ␜    | ^\       | Separador de archivo            |
| 0001 1101 | 29      | 1D  | GS          | ␝    | ^]       | Separador de grupo              |
| 0001 1110 | 30      | 1E  | RS          | ␞    | ^^       | Separador de registro           |
| 0001 1111 | 31      | 1F  | US          | ␟    | ^_       | Separador de unidad             |
| 0111 1111 | 127     | 7F  | DEL         | ␡    | ^? o DEL | Suprimir                        |

- Datos: Q617945